# Championnats du monde de VTT marathon 2010
Navigation
2009 2011
Les championnats du monde de VTT marathon 2010 ont lieu à Saint-Wendel en Allemagne le 8 août 2010.

## Classements

### Hommes
| Pos | Nom                       | Pays           | Temps             |
| --- | ------------------------- | -------------- | ----------------- |
| 1   | Alban Lakata              | Autriche       | 3 h 49 min 55 s 3 |
| 2   | Mirko Celestino           | Italie         | + 5 s 0           |
| 3   | Burry Stander             | Afrique du Sud | + 5 s 5           |
| 4   | Ralph Näf                 | Suisse         | + 5 s 8           |
| 5   | Christoph Sauser          | Suisse         | + 6 s 9           |
| 6   | José Antonio Hermida      | Espagne        | + 8 s 8           |
| 7   | Karl Platt                | Allemagne      | + 24 s 9          |
| 8   | Sergio Mantecon Gutierrez | Espagne        | + 27 s 8          |

### Femmes
| Pos | Nom                | Pays        | Temps             |
| --- | ------------------ | ----------- | ----------------- |
| 1   | Esther Süss        | Suisse      | 4 h 33 min 46 s 8 |
| 2   | Sabine Spitz       | Allemagne   | + 1 min 56 s 7    |
| 3   | Annika Langvad     | Danemark    | + 2 min 53 s 9    |
| 4   | Elisabeth Brandau  | Allemagne   | + 7 min 50 s 5    |
| 5   | Birgit Söllner     | Allemagne   | + 7 min 54 s 3    |
| 6   | Gunn-Rita Dahle    | Norvège     | + 8 min 12 s 2    |
| 7   | Kristine Noergaard | Danemark    | + 8 min 58 s 9    |
| 8   | Sally Bigham       | Royaume-Uni | + 9 min 55 s 9    |